# Fermoy
Fermoy is een plaats in het Ierse graafschap Cork. Volgens de volkstelling van 2016, telt de plaats 6585 inwoners. De stad ligt op de twee oevers van de rivier Blackwater, en wordt vaak overspoeld. Waterkeringen zijn gebouwd de afgelopen jaren.

Geschiedenis
In de 13e eeuw werd  een cisterciënzer klooster in het plaats gesticht, en voor de Anglicaanse kerk in de stad is nu te zien en standbeeld van drie monniken, gebeeldhouwd door Mick Davis.